# Bebe Daniels
Phyllis Virginia "Bebe" Daniels, född 14 januari 1901 i Dallas, Texas, död 16 mars 1971 i London, var en amerikansk skådespelare.

## Filmografi i urval
- 1920 – O, kvinnor, kvinnor!
- 1923 – Den farliga leken
- 1924 - Monsieur Beaucaire
- 1929 - Rio Rita
- 1930 - Dixiana
- 1930 - Ta ner månen
- 1931 - The Stolen Jools
- 1931 - Falken från Malta
- 1932 - Silver Dollar
- 1932 - 42:a gatan
- 1933 - Skilsmässoadvokaten